# 今田美奈子
今田 美奈子（いまだ みなこ、1935年〈昭和10年〉3月5日 - ）は、日本の洋菓子研究家、食卓芸術プロデューサー、実業家。
株式会社今田美奈子食卓芸術サロン代表取締役社長、日仏生活芸術協会会長、国際食卓芸術アカデミー協会会長、TPPを考える国民会議世話人を務める。
芸術文化勲章オフィシエ受章者（2003年）。

## 人物・来歴
1935年3月5日、東京府東京市（現在の東京都）に生まれる。父は愛光商会（1939年創立）社長の今田冨雄。
函嶺白百合学園中学校・高等学校を経て、白百合短期大学（現・白百合女子大学）を卒業。のちに父の後継者として愛光商会社長となる今田潔と結婚。1971年（昭和46年）、スイスに招かれ、洋菓子の世界を知る。その後、ヨーロッパ各国の製菓学校・ホテル学校で学ぶ。
2003年（平成15年）、フランスの芸術文化勲章オフィシエ章を受章。2011年（平成23年）2月、TPPを考える国民会議が結成され、同会議世話人に就任。
神奈川県足柄下郡湯河原町に「銀河館」を所有しており、同館は父・冨雄が第二次世界大戦後に譲り受けた、戦前の土田卯三郎別荘であり、もともとは関東大震災後に解体された東京帝室博物館（現在の東京国立博物館）を一部移築したものである。フランスのロワール県に城を所有し、研修等を行っていたが、のちに手放した。
2012年（平成24年）、ヨーロッパのお姫様文化とも深く関わりのあるロリータ・ファッションの専門誌「Gothic & Lolita Bible」に登場。以来同誌とのコラボによるロリータ愛好家向けのお茶会を開催し、活動の幅を広げている。

## 著書
国立国会図書館蔵書による著書の一覧である。
- 『料理ぎらいの料理の本』（主婦と生活社） 1972年、のち角川文庫 1984年 ISBN 4041585015
- 『お菓子物語 ヨーロッパのお菓子めぐりと作り方』（小学館） 1973年
- 『お嫁に行って困らないお料理』（主婦の友社） 1973年
  - 『お嫁に行って困らないお料理』（主婦の友社） 1980年
- 『新家庭の献立とおかず』（主婦の友社） 1974年
- 『ぶきっちょにも作れるケーキとクッキー』（主婦の友社） 1974年
- 『手軽にできる フライパンクッキング』（ひかりのくに） 1975年
- 『パイ お菓子と料理』（婦人画報社） 1975年
- 『ミニレディー百科 たのしいクッキング』（小学館、小学館入門百科シリーズ） 1975年 ISBN 4092205031
- 『天火なしでできる やさしいお菓子づくり』（講談社） 1975年
- 『たのしいこども料理教室』（安和子絵、家の光協会） 1977年
- 『お菓子の手作り事典』（講談社） 1978年
  - 『お菓子の手作り事典』講談社 1981年
  - 『お菓子の手作り事典』講談社 1993年 ISBN 4061416634
- 『ミニレディー百科 すてきなおかし作り』（小学館、小学館入門百科シリーズ） 1978年
- 『ミニレディー百科 世界のおかし作り』（小学館、小学館入門百科シリーズ） 1980年 ISBN 4092205171
- 『お菓子の手作り事典』（講談社） 1980年
- 『ものがたり 愛のお菓子絵本』（立風書房） 1980年
  - 『ものがたり 愛のお菓子絵本』立風書房 1987年 ISBN 4651135072
- 『愛のお菓子絵本』（立風書房） 1980年
- 『楽しいお菓子づくり だいすきなケーキとクッキー』（講談社） 1981年
- 『春夏秋冬 クッキング・カレンダー』（小学館） 1982年
- 『今田美奈子の愛のフランス料理シリーズ』全4巻（小学館） 1983年 - 1984年
- 『お菓子物語 ヨーロッパのお菓子めぐりと作り方』（小学館） 1983年
- 『すばらしき洋菓子』（中央公論社） 1983年
- 『クッキング・エチュード 母から娘へ伝えるお料理 4』（講談社） 1983年
- 『お菓子とデザート』（講談社） 1983年
- 『貴婦人が愛したお菓子』（角川書店） 1983年、のち角川文庫 1990年 ISBN 4041585031
- 『楽しく作りましょう やさしいフランス料理』（小学館） 1983年
- 『すてきなパーティー およばれとおもてなしのマナー』（小学館） 1984年
- 『ヨーロッパの旅とお料理 パリからウィーンへ』（小学館） 1984年
- 『今田美奈子のシェイプアップケーキ』（講談社） 1985年
- 『四季の手づくりお菓子とおもてなし』（角川書店） 1985年 ISBN 404853002X
- 『おかしなお菓子』（角川書店、角川文庫） 1985年 ISBN 4041585023
  - 『おかしなお菓子』全3巻（文渓堂） 1996年
- 『ぶきっちょさんの楽しいお菓子作り Cake and pie』（主婦の友社） 1985年 ISBN 4079196601
- 『愛のお菓子 だれにも作れるプレゼントケーキ』（主婦の友社） 1986年
- 『今田美奈子のヨーロッパお祭り菓子事典 56のお祭りと143のお祭り菓子』（学研） 1987年
- 『今田美奈子のデコレーションケーキ 優雅と格調! ヨーロッパの伝統レシピをあなたに』（グラフ社） 1987年
- 『メルヘンのお菓子』（主婦の友社） 1988年 ISBN 4079278950
- 『西洋菓子 ヨーロッパ伝統の味と技をたずねて』（平凡社） 1988年
- 『今田美奈子のヨーロッパお菓子屋さんめぐり』（文化出版局） 1988年 ISBN 457920302X
- 『入門 シュガーケーキデコレーション』（柴田書店） 1989年 ISBN 4388055247
- 『"お菓子の世界"のミステリー 夢と取引した半生記』（主婦と生活社） 1990年 ISBN 4391113066
- 『今田美奈子お菓子の基本 おいしく楽しく失敗なく』（女子栄養大学出版部） 1991年 ISBN 4789547078
- 『貴婦人の知的条件』（講談社） 1992年 ISBN 4062061066
- 『欧式家常点心制作』（上海译文出版社） 1992年
- 『伝統の作法 ヨーロッパ上流社会に学ぶ生活芸術』（講談社） 1994年 ISBN 4062069571
- 『クリスマスのお菓子』（金の星社） 1995年 ISBN 4323023731
- 『妖精のお菓子』（金の星社） 1995年 ISBN 4323023715
- 『365日の幸福を呼ぶお菓子』（東急エージェンシー出版部） 1996年 ISBN 4884970551
- 『正統のテーブルセッティング ヨーロッパ上流社会の食卓芸術』（講談社） 1999年 ISBN 406209679X
- 『美しくなるフルーツ菓子』（講談社） 2000年 ISBN 4062715058
- 『天使に出会った不思議なお話』（テア） 2000年 ISBN 4925242334
- 『365日のバースデーケーキと星占い』（東急エージェンシー出版部） 2000年 ISBN 4884970802
- 『貴婦人が愛した食卓芸術』（角川書店） 2001年 ISBN 4048534270
- 『贈りたい! チョコレートのお菓子』（日本文芸社） 2002年 ISBN 4537201754
- 『お祝いのシュガーケーキデコレーション 祝祭の由来とともに』（柴田書店） 2003年 ISBN 4388059218
- 『セレブリティのテーブルマナー』（主婦の友社） 2005年 ISBN 407247195X
- 『お菓子と食卓のファンタジー』（角川学芸出版） 2006年 ISBN 4046210893
- 『縁は器なもの』（中央公論新社） 2011年 ISBN 9784120042805
- 『お姫さまお菓子物語』（牧野鈴子絵、朝日学生新聞社） 2013
- 『ファーストクラスの生き方』（イースト・プレス） 2014
- 『名作の中のお菓子物語』（葉祥明絵、朝日学生新聞社） 2015
- 『もしもあなたがプリンセスになったら』（美内すずえ画、ベストセラーズ） 2017
- 『しあわせを引き寄せる洋菓子の事典 由来と伝統に込められた物語』（日本文芸社） 2017

### 共著
- 『フライパンの料理』（久松育子共著、グラフ社） 1979年
- 『チビ猫のオリジナルお菓子ランド 綿の国星ケーキの本』（大島弓子共著、白泉社） 1981年
- 『ローゼル城のフランス料理』（ベルナール・ノエル（英語版）共著、柴田書店） 1993年 ISBN 4388057134
- 『お姫さま養成講座』（柏屋コッコ共著、ディスカヴァー・トゥエンティワン） 2011年 ISBN 9784799310663
- 『ヨーロッパお菓子物語』（青山みるく共著、朝日学生新聞社） 2012年 ISBN 9784904826744